# Juan Martinez de Irujo Goñi
Juan Martinez de Irujo Goñi (Olza (Navarra) 1981) és un jugador professional de pilota basca a mà en la posició de davanter en nòmina de l'empresa Aspe.
Va debutar l'any 2003 al Frontó Labrit de Pamplona i tot d'una ha esdevingut un dels pilotaris capdavanters. Per la seua popularitat, Martinez de Irujo és contractat per a una tercera part dels festivals que organitza l'empresa Aspe. I també per això, té contracte fins a l'any 2015 i una clàusula de rescinsió de 3.000.000 €.
A títol anecdòtic cal esmentar que signa com a Martinez de Irujo, ço és, sense la titlla castellana i seguint l'ortografia basca.

## Palmarés
- Campió del Manomanista: 2004, 2006, 2009 i 2010
  - Subcampió del Manomanista: 2005, 2012,2013.
- Campió per parelles: 2005, 2006, 2009 i 2013.
  - Subcampió per parelles: 2004.
- Campió del Quatre i Mig: 2006 i 2010
  - Subcampió del Quatre i mig: 2008 i 2009.
- Campió del Campionat del Quatre i Mig Navarrès: 2006 i 2010
  - Subcampió del Campionat del Quatre i Mig Navarrès, 2004, 2009, 2011 i 2012.
- Campió del Masters BBK Baskepensiones 2008 i 2009.